# Anastrangalia haldemani
Espèce
Anastrangalia haldemani est une espèce d'insecte appartenant à la famille des  Cerambycidés.